# Stilpnaspis fulvum
Stilpnaspis fulvum is een keversoort uit de familie bladkevers (Chrysomelidae). De wetenschappelijke naam van de soort werd in 1850 gepubliceerd door Carl Henrik Boheman.